# Manila (Utah)
Manila è una città degli Stati Uniti d'America, situata nello Stato dello Utah, nella Contea di Daggett.